# Nova Barcelona
|  | No s'ha de confondre amb Nova Barcelona (Veneçuela). |

Nova Barcelona fou el nom d'un assentament d'exiliats austriacistes que va existir entre el 1735 i el 1738, creat després de la seva derrota a la Guerra de Successió i situat al Banat de Temesvar, a l'actual poble de Zrenjanin, a la Voivodina sèrbia. L'assentament també fou conegut amb el nom de Carlobagen.
El primer grup d'exiliats va arribar la tardor de 1735, i cap al 1737 ja hi havia al Banat prop de vuit-cents exiliats. Entre ells, predominava el grup de catalans, seguit dels d'altres territoris de la Corona d'Aragó. Entre un 10% i un 15% provenia de Sicília i Nàpols. Entre els exiliats, hi havia figures destacades de la guerra com Francesc de Castellví i Obando.
L'assentament va fracassar a causa de l'avançada edat dels colons, molts d'ells veterans de l'administració i l'exèrcit. El clima del Banat, de tipus continental, va afectar la viabilitat econòmica del projecte d'emplaçar-hi una ciutat. La pesta, present a Voivodina el 1738, i la proximitat de la regió a l'amenaça otomana, van ser altres factors que van propiciar la fi de la colònia. A partir del 1740, molts exiliats es trobaven ja a ciutats d'Àustria-Hongria, especialment a Buda, Pest i Viena.
Si bé l'exili austriacista no va deixar cap llegat a la regió, cal esmentar que el fill de l'emigrat i Marquès de Rialb Ramon de Vilana-Perles, Francesc de Vilana-Perles, va ser governador de Temesvar entre 1753 i 1759. Segons Collin Thomas, el seu cognom seria l'origen del topònim de Perlez, un poble del municipi de Zrenjanin.